# Kjell Bäckman
Kjell Hilding Bäckman (Gotemburgo 2 de febrero de 1934 - Gotemburgo 9 de enero de 2019) fue un patinador de velocidad sueco.

## Biografía
Kjell Bäckman obtuvo la medalla de bronce en los 10 000 metros durante los Juegos Olímpicos de Invierno de 1960 en Squaw Valley, Estados Unidos. Esta medalla fue inesperada para él, especialmente porque batió su récord personal por casi cincuenta segundos.

## Palmarés
| Competición      | Oro | Plata | Bronce          |
| Juegos Olímpicos | –   | –     | 1960 (10 000 m) |

## Récords personales
| Distancia     | Tiempo        | Año  |
| ------------- | ------------- | ---- |
| 500 metros    | 44 s 3        | 1963 |
| 1500 metros   | 2 min 15 s 4  | 1964 |
| 5000 metros   | 7 min 52 s    | 1964 |
| 10 000 metros | 16 min 10 s 5 | 1964 |